# Hemileius muscicola
Hemileius muscicola är en kvalsterart som först beskrevs av Hammer 1961.  Hemileius muscicola ingår i släktet Hemileius och familjen Hemileiidae. Inga underarter finns listade i Catalogue of Life.